# Mistrovství světa ve veslování 1991
Mistrovství světa ve veslování 1991 byl v pořadí 20. šampionát konaný konaný mezi 21. a 25. srpnem 1991 na Novém Dunaji, umělé vytvořeném rameni Dunaje v rakouské Vídni.
Každoroční veslařská regata trvající jeden týden je organizována Mezinárodní veslařskou federací (International Rowing Federation; FISA) obvykle na konci léta severní polokoule. V neolympijských letech představuje mistrovství světa vyvrcholení mezinárodního veslařského kalendáře a v roce, jenž předchází olympijským hrám, představuje jejich hlavní kvalifikační událost. V olympijských letech pak program mistrovství zahrnuje pouze neolympijské disciplíny.

## Medailové pořadí
| Pořadí | Země               | Zlato | Stříbro | Bronz | Celkem |
| ------ | ------------------ | ----- | ------- | ----- | ------ |
| 1      | Německo            | 7     | 2       | 3     | 12     |
| 2      | Kanada             | 4     | 1       | 0     | 5      |
| 3      | Itálie             | 2     | 2       | 0     | 4      |
| 4      | Spojené království | 2     | 1       | 2     | 5      |
| 5      | Austrálie          | 2     | 0       | 0     | 2      |
| 6      | Sovětský svaz      | 1     | 3       | 1     | 5      |
| 7      | Nizozemsko         | 1     | 1       | 2     | 4      |
| 8      | Čína               | 1     | 0       | 0     | 1      |
| 8      | Irsko              | 1     | 0       | 0     | 1      |
| 8      | Nový Zéland        | 1     | 0       | 0     | 1      |
| 11     | Rumunsko           | 0     | 3       | 2     | 5      |
| 11     | USA                | 0     | 3       | 2     | 5      |
| 13     | Polsko             | 0     | 1       | 2     | 3      |
| 14     | Rakousko           | 0     | 1       | 1     | 2      |
| 14     | Francie            | 0     | 1       | 1     | 2      |
| 14     | Československo     | 0     | 1       | 1     | 2      |
| 17     | Švédsko            | 0     | 1       | 0     | 1      |
| 17     | Jugoslávie         | 0     | 1       | 0     | 1      |
| 19     | Belgie             | 0     | 0       | 2     | 2      |
| 19     | Dánsko             | 0     | 0       | 2     | 2      |
| 21     | Španělsko          | 0     | 0       | 1     | 1      |
| Celkem | Celkem             | 22    | 22      | 22    | 66     |

## Přehled medailí

### Mužské disciplíny
| Disciplína                      | Zlato | Čas     | Stříbro | Čas     | Bronz | Čas     |
| Skif M1x                        | Německo Thomas Lange | 6:41,29 | Československo Václav Chalupa | 6:45,26 | Polsko Kajetan Broniewski | 6:48,91 |
| Dvojskif M2x                    | Nizozemsko Nico Rienks Henk-Jan Zwolle | 6:06,14 | Sovětský svaz Ugis Lasmanis Leonid Šapošnikov | 6:07,49 | Německo Oliver Grüner André Steiner | 6:08,36 |
| Párová čtyřka M4x               | Sovětský svaz Valerij Dosenko Sergej Kinjakin Nikolaj Čuprina Girts Vilks                                                                                       | 6:08,39 | Itálie Alessandro Corona Gianluca Farina Massimo Paradiso Filippo Soffici                                                                               | 6:11,21 | Nizozemsko Rutger Arisz Koos Maasdijk Hans Keldermann Ronald Florijn                                                                                       | 6:13,03 |
| Dvojka bez kormidelníka M2-     | Spojené království Matthew Pinsent Steve Redgrave | 6:21,35 | Jugoslávie Iztok Čop Denis Žvegelj | 6:24,18 | Rakousko Hermann Bauer Karl Sinzinger | 6:24,51 |
| Dvojka s kormidelníkem M2+      | Itálie Carmine Abbagnale Giuseppe Abbagnale Giuseppe Di Capua (k)                                                                                               | 7:34,39 | Polsko Piotr Basta Tomasz Mruczkowski Bartosz Sroga (k)                                                                                                 | 7:35,83 | Československo Michal Dalecký Dušan Macháček Oldřich Hejdušek (k)                                                                                          | 7:38,02 |
| Čtyřka bez kormidelníka M4-     | Austrálie Andrew Cooper Nick Green Mike McKay James Tomkins | 6:29,69 | USA Thomas Bohrer Patrick Manning Jeffrey McLaughlin Michael Porterfield                                                                                | 6:32,22 | Německo Markus Bräuer Andreas Lütkefels Stefan Scholz Markus Vogt                                                                                          | 6:34,43 |
| Čtyřka s kormidelníkem M4+      | Německo Armin Eichholz Bahne Rabe Matthias Ungemach Armin Weyrauch Jörg Dederding (k)                                                                           | 5:58,96 | Rumunsko Dănuț Dobre Dragoș Neagu Valentin Robu Ioan Șnep Dumitru Răducanu (k)                                                                          | 6:00,29 | Polsko Wojciech Jankowski Maciej Łasicki Jacek Streich Tomasz Tomiak Michał Cieślak (k)                                                                    | 6:01,30 |
| Osma M8+                        | Německo Roland Baar Dirk Balster Claas-Peter Fischer Jürgen Hecht Wolfgang Klapheck Martin Steffes-Mies Thorsten Streppelhoff Ansgar Wessling Manfred Klein (k) | 5:50,98 | Kanada Darren Barber Andy Crosby Robert Marland Derek Porter Michael Rascher Bruce Robertson Don Telfer John Wallace Terry Paul (k)                     | 5:51,68 | Spojené království Martin Cross Tim Foster Anton Obholzer Richard Phelps Gregory Searle Jonathan Searle Jonny Singfield Richard Stanhope Garry Herbert (k) | 5:52,74 |
| Skif LV LM1x                    | Irsko Niall O’Toole | 6:49,17 | Německo Peter Uhrig | 6:49,96 | Belgie Wim van Belleghem | 6:52,26 |
| Dvojskif LV LM2x                | Německo Michael Buchheit Kai von Warburg | 6:20,04 | Rakousko Walter Rantasa Christoph Schmölzer | 6:25,29 | Nizozemsko Jan van Bekkum Daan Boddeke | 6:26,22 |
| Párová čtyřka LV LM4x           | Austrálie Stephen Hawkins Bruce Hick Gary Lynagh Simon Burgess                                                                                                  | 6:37,02 | Švédsko Joakim Brischewski Bo Ekros Lars-Johan Flodin Per Lundberg                                                                                      | 6:37,25 | Francie Roland Galliac Patrick Maiore Laurent Porchier Thierry Renault                                                                                     | 6:38,02 |
| Čtyřka bez kormidelníka LV LM4- | Spojené království Christopher Bates Toby Hessian Tom Kay Carl Smith                                                                                            | 5:57,60 | Itálie Sabino Bellomo Franco Cattaneo Danilo Fraquelli Alfredo Striani                                                                                  | 5:58,61 | Španělsko Juan Luis Aguirre Barco Fernando Climent Huerta José María de Marco Pérez Fernando Molina Castillo                                               | 6:00,85 |
| Osma LV LM8+                    | Itálie Enrico Barbaranelli Domenico Cantoni Carlo Gaddi Pasquale Marigliano Fabrizio Ranieri Fabrizio Ravasi Andrea Re Roberto Romanini Gaetano Iannuzzi (k)    | 6:13,21 | Francie Stephane Barre Sebastien Bel Bruno Boucher Stephane Guerinot Laurent Irazusta Benoit Masson Antoine Orieux Jose Oyarzabal Philippe Spinelli (k) | 6:13,40 | USA Tom Auth David Collins Tom Hartley Robert Hermann Dale Hurley James Manson Eduardo Montalvo Brian Varga Michael O’Gorman (k)                           | 6:15,25 |

### Ženské disciplíny
| Disciplína                      | Zlato | Čas     | Stříbro | Čas     | Bronz | Čas     |
| Skif W1x                        | Kanada Silken Laumannová | 8:17,58 | Rumunsko Elisabeta Lipă | 8:20,53 | Belgie Annelies Bredaelová | 8:21,96 |
| Dvojskif W2x                    | Německo Kathrin Boronová Beate Schrammová | 6:44,71 | Rumunsko Anișoara Bălanová Elisabeta Lipă | 6:46,40 | Sovětský svaz Jekatěrina Karstenová Sarija Zakirovová | 6:47,36 |
| Párová čtyřka W4x               | Německo Kerstin Köppenová Claudia Krügerová Sybille Schmidtová Jana Sorgersová-Rauová                                                                            | 6:55,85 | Sovětský svaz Jelena Chlopcevová Marija Omeljanovičová Taťána Ustjužaninová Mira Vaganovová                                                                               | 7:00,37 | Rumunsko Constanța Burcică Anișoara Bălanová Doina Ignatová Fanica Costea                                                                                             | 7:04,86 |
| Dvojka bez kormidelnice W2-     | Kanada Kathleen Heddleová Marnie McBeanová | 6:57,42 | Německo Stefani Werremeierová Ingeburg Schwerzmannová | 6:59,55 | Spojené království Miriam Battenová Fiona Freckletonová | 7:02,28 |
| Čtyřka bez kormidelnice W4-     | Kanada Kirsten Barnesová Jennifer Doey Jessica Monroe Brenda Taylorová                                                                                           | 6:25,47 | USA Shelagh Donohoe Cynthia Eckertová Stephanie Maxwellová-Piersonová Anna Seatonová                                                                                      | 6:27,39 | Německo Kathrin Haackerová Gabriele Mehlová Cerstin Petersmannová Judith Zeidlerová                                                                                   | 6:30,30 |
| Osma W8+                        | Kanada Kirsten Barnesová Megan Delehanty Jennifer Doey Kathleen Heddleová Kelly Mahonová Marnie McBeanová Jessica Monroe Brenda Taylorová Lesley Thompsonová (k) | 6:28,20 | Sovětský svaz Irina Gribková Natalia Grigorjevová Jekatěrina Koťková Tomas Smitas Natalja Stasjuková Sarmīte Stone Marina Suprunová Marina Znaková Jelena Medveděvová (k) | 6:28,73 | Rumunsko Doina Bălanová Adriana Bazonová Iulia Bobeică-Bulie Veronica Cochelea Marioara Trașcă Viorica Neculai Maria Pădurariu Doina Ciucanu-Robu Elena Georgescu (k) | 6:34,07 |
| Skif LV LW1x                    | Nový Zéland Philippa Bakerová | 7:29,99 | Nizozemsko Laurien Vermulstová | 7:32,41 | Dánsko Mette Bloch Jensenová | 7:33,17 |
| Dvojskif LV LW2x                | Německo Claudia Waldiová Christiane Weberová | 7:58,53 | USA Lindsay Burnsová Teresa Zarzeczny | 8:00,16 | Dánsko Elisabeth Fraasová Ulla Jensenová | 8:06,32 |
| Čtyřka bez kormidelnice LV LW4- | Čína Fei Li Sanmei Liang Xiaoli Liao Shaoyan Ou | 7:37,06 | Spojené království Alison Brownlessová Katharine Brownlowová Anna Marie Drydenová Claire Daviesová                                                                        | 7:41,15 | USA Christine Collinsová Ellen Minznerová Alison Shawová Kelly Shermanová                                                                                             | 7:43,99 |